# Søren Sebber Larsen
Søren Sebber Larsen (født 1966) er en dansk multiinstrumentalist og singer-songwriter. Han spiller guitar, keyboards og trommer. Hans speciale er flerstemmigt kor og fortolkning af bl.a. The Carpenters og The Beach Boys. Af sine egne sange er han mest kendt for hittet "Mexican eyes".
Ud over rækken af egne albums har Søren Sebber Larsen bidraget til andre kunstneres produktioner, såvel på scene som plade.
I 2004 udgav producenten Leif Barbré Knudsen (Wideseen) albummet The Doc Tele Caster med Søren Sebber Larsen som kunstner. Indholdet er betegnet som "væg-til-væg guitar instrumental chicken pickin' guitarspil". I 2007 fulgte albummet String Man igen produceret af Leif Barbré under Wideseen plademærket. Dette album indeholder instrumental guitarmusik inden for flere stilarter.

## Shows
Søren Sebber Larsen har blandt andet medvirket i:
- Dean Michael Show med Michael Carøe (1998-1999)
- Kapelmester på Amin Jensens Stort-turne (2000)
- Medvirken i orkester i Dansk Melodi Grand Prix (2000 og 2001)
- Duo med Annette Heick
- Kapelmester på Fest ved Fjorden med Johnny Reimar som vært (2005)

## Diskografi
Blandt Søren Sebber Larsens albumindspilninger er:
- Dean Michael's afskedsshow vol. 1 med Michael Carøe (2000)
- Feel Like Making Love, duoalbum med Monique (2001)
- Somewhere Down the Line (2002)
- Mexican eyes (2004)
- The Doc Tele Caster (2004)
- String Man (2007)